# Waldemar Philippi (Fußballspieler)
Waldemar „Fips“ Philippi (* 13. April 1929; † 4. Oktober 1990) war ein deutscher Fußballspieler und Rekordnationalspieler der saarländischen Fußballnationalmannschaft. Er galt Anfang der 1950er Jahre als einer der besten deutschen Abwehrspieler.

## Laufbahn
Philippi spielte von 1945 bis 1960 beim 1. FC Saarbrücken. Er absolvierte dabei 265 Pokal- und Ligapflichtspiele im System des DFB, zwei Europapokalspiele sowie eine Spielzeit in der zweiten französischen Liga, an der Saarbrücken nach dem politisch motivierten Ausschluss aus der Oberliga Südwest-Nord 1948/49 für ein Jahr teilnahm.
Laut Skrentny (Hrsg.) gehörte er bereits 1945/46 der Meistermannschaft des 1. FC Saarbrücken in der Oberliga Südwest Gruppe Nord an, welche als Frühjahrsrunde am 6. Januar 1946 gestartet und am 21. Juli 1946 beendet wurde. Saarbrücken hatte den 1. FC Kaiserslautern dank der Treffer von Schreiner II (2), Sold und Rech im Hinspiel mit 4:1 vor 6.500 Besuchern in der Formation mit Torhüter Evers, den Verteidigern Braun, Schmidt, der Läuferreihe mit Philippi, Sold und Balzert, sowie dem Angriff mit Peters, Adolph, Schreiner II, Hermann und Rech besiegt. Die Titelverteidigung gelang 1946/47 zwar nicht, aber trotzdem fand ein Sportereignis von epochaler Bedeutung statt: Unter den Augen von FIFA-Präsident Jules Rimet, Saar-Gouverneur Gilbert Grandval und hoher französischer Beamter fand auf dem Kieselhumes mit der Partie des 1. FCS gegen Stade Reims (3:5) das erste internationale Nachkriegsspiel statt. 28.000 Zuschauer kamen, die Gesamteinnahmen sollen sich auf 80.000 Mark belaufen haben. Bald darauf empfing die Kombination 1. FCS/Neunkirchen Stade Paris mit dem „Wunderstürmer“ Ben Barek. Die Saarländer gewannen 2:1, überragend vor 26.000 Zuschauern das Neunkirchner Innentrio Follmann, Momber, Leibenguth, vom 1. FCS Stopper Sold und das Verteidigertalent Philippi.
In der vorläufig letzten Runde im Südwesten, 1947/48, landete der 1. FCS hinter Kaiserslautern auf dem Vizemeisterrang, aber weit folgenschwerer waren die Beschlüsse von Paris, die der französische Fußballverband im Beisein von saarländischen Regierungs- und Sportvertretern verkündete: Ab dem 20. Mai 1948 waren keine Freundschaftsspiele der Saar-Vereine mit deutschen Klubs mehr möglich, die vier Oberligisten 1. FC Saarbrücken, Neunkirchen, Saar 05 und SG Völklingen durften die Saison noch zu Ende spielen, mussten dann aber aus der Oberliga Südwest ausscheiden. Erlaubt waren dagegen Freundschaftsspiele mit französischen Mannschaften und FIFA-Mitgliedsländern.
Nach dem politischen Bannstrahl verhalf der Zufall dem 1. FCS für die Saison 1948/49 zu einer Teilnahme in der 2. französischen Division; AS Angoulême konnte kurzfristig aus finanziellen Gründen nicht teilnehmen und Saarbrücken durfte außer Konkurrenz, unter Gastspielrecht, einspringen. So kam es, dass die Blau-Schwarzen 23.314 Kilometer durch Frankreich fuhren und sportlich eine erfolgreiche Runde spielten. Trainer in jenen Tagen war Oskar „Ossi“ Müller und er hatte folgende 14 „Vertragsspieler“ zur Verfügung: Torhüter Erwin Strempel, Nickel Biewer, Henner Schmidt, Albert Oßwald, Bubi Sold, Waldemar Philippi, Kurt Clemens, Karl Berg, Peter Momber, Herbert Binkert, Jakob Balzert, Franz Immig, Theo Puff und Reinhold Wendel.
Es kamen auch noch die Spiele um den Saarlandpokal hinzu, so dass der 1. FCS eine internationale Mannschaft, eine „Reisemannschaft“ mit ausgezeichnetem Ruf wurde.
Nach drei Jahren Pause erwirkten der DFB und der Saarländische Fußball-Bund (SFB) bei der FIFA die Rückkehr zumindest des 1. FC Saarbrücken und von Neunkirchen in die Oberliga Südwest zur Runde 1951/52. Mit dreiwöchiger Verspätung bestritt der 1. FCS am 9. September 1951 – am vierten Rundenspieltag – sein Startspiel in der Oberliga. Nach Toren von Balzert, Martin und Binkert gewann Saarbrücken mit 3:1 bei Eintracht Trier. Berg, Biewer und Philippi bildeten die Läuferreihe.
Nach acht Rundenspielen wies die Tabelle den 1. FC Saarbrücken mit 16:0 Punkten als Tabellenführer aus und der folgende Spieltag brachte die Walter-Elf zum Kieselhumes. Vor 30.000 Zuschauern gewann der Gastgeber durch einen Treffer von Martin mit 1:0 und führte die Tabelle mit 18:0 Punkten nach wie vor an. Die Defensive war in der Standardformation mit Strempel, den Verteidigern Immig, Puff und der herausragenden Läuferreihe mit Berg, Biewer und Philippi dabei angetreten. Der überaus flinke und mit unerbittlicher Zähigkeit an seinem jeweiligen Gegenspieler „klebende“ Außenläufer hatte sich zu einer unverzichtbaren Größe des 1. FCS entwickelt und wurde auch mit dem Beinamen versehen, der „größte Fritz-Walter-Schreck“ seiner Zeit gewesen zu sein.
Mit einem 2:1-Auswärtserfolg am 13. April 1952 beendete der 1. FCS die Runde als Südwestmeister und zog damit in die Endrunde um die deutsche Fußballmeisterschaft ein. Mit 27 Gegentreffern hatte die Defensive die wenigsten Gegentore im Südwesten kassiert. Philippi und seine Mannschaftskollegen starteten am 27. April mit einem 4:1-Heimerfolg gegen den FC Schalke 04 in die Endrunde. Die Saarbrücker Läuferreihe bekämpfte erfolgreich das Schalker Innentrio um Hermann Eppenhoff, Hans Kleina und Leo Behring und im Angriff sorgten Schreiner, Momber, Otto und Binkert für die vier Treffer. Mit 8:4 Punkten zog Saarbrücken nach sechs Gruppenspielen ins Finale am 22. Juni 1952 in Ludwigshafen gegen den VfB Stuttgart ein.
Vor 84.000 Zuschauern im Südweststadion – es herrschte eine Gluthitze, die beiden Mannschaften alles abverlangte – war Philippi als rechter Verteidiger und Gegenspieler des gefährlichen VfB-Linksaußen Rolf Blessing aufgeboten. VfB-Kapitän Robert Schlienz leitete mit seinem Ausgleichstreffer in der 18. Minute die Wende im Spiel ein. Otto Baitinger entschied dann mit seinem zweiten Treffer in der 73. Minute das Spiel mit 3:2 für Stuttgart. Philippi hatte alle sieben Spiele in der Endrunde bestritten.
Mit seinem Einsatz am letzten Rundenspieltag gegen die SpVgg Weisenau am 26. April 1959 (Endstand 2:2) verabschiedete sich Philippi aus der Oberligaelf seines 1. FC Saarbrücken. Er führte nach seiner Karriere bis zum Erreichen des Rentenalters im Saarbrücker Stadtteil Burbach eine Großtankstelle.

## Saarländische Fußballnationalmannschaft
Wegen des politischen Status des Saarlandes konnte Philippi nicht in der deutschen Nationalmannschaft spielen, wurde jedoch mit 18 Einsätzen (von insgesamt 19) Rekordnationalspieler für den Saarländischen Fußballbund. Am 22. November 1950 debütierte die von Helmut Schön betreute saarländische Nationalmannschaft (5:3 gegen Schweiz B) in Saarbrücken und nahm wenig später sogar an der Qualifikation zur WM 1954 teil (wo sie unter anderem auf die Bundesrepublik traf).
Das Debütspiel trug die SFB-Elf in folgender Formation aus:
Strempel; Biewer, Schmidt; Berg, Momber, Philippi; Follmann, Clemens, Martin, Leibenguth, Schirra.
Im letzten Saarländerspiel am 6. Juni 1956 in Amsterdam gegen Niederlande A (2:3-Niederlage) waren folgende Spieler im Einsatz:
Borcherding; Keck, Puff; Clemens, Lauck, Philippi; Siedl, Martin, Krieger, Binkert, Vollmar. Ringel wurde für Martin eingewechselt.

## Erfolge
Alle mit dem 1. FC Saarbrücken:
- Deutscher Vizemeister 1952
- Meister der Oberliga Südwest 1946, 1952
- Meister der zweiten französischen Liga 1948/49 (inoffiziell)

## Weblink
Martin Neu: Die 44 Nationalspieler des SFB von A wie Altmeyer bis Z wie Zägel. In: saar-nostalgie.de (31. Dezember 2016), abgerufen am 1. Januar 2017.
| Personendaten    | Personendaten                            |
| ---------------- | ---------------------------------------- |
| NAME             | Philippi, Waldemar                       |
| ALTERNATIVNAMEN  | Philippi, Fips                           |
| KURZBESCHREIBUNG | saarländischer, deutscher Fußballspieler |
| GEBURTSDATUM     | 13. April 1929                           |
| STERBEDATUM      | 4. Oktober 1990                          |